# Parsonsia praeruptis
Parsonsia praeruptis là một loài thực vật có hoa trong họ La bố ma. Loài này được Heads & P.J.de Lange mô tả khoa học đầu tiên năm 1999.